# 火焰兰
火焰兰（学名：Renanthera coccinea）为兰科火焰兰属下的一个种。

## 扩展阅读
- 維基物種上的相關：火焰兰